# Queen's Club Championships 2003 - Qualificazioni singolare
Le qualificazioni del singolare ai Queen's Club Championships 2003 sono state un torneo di tennis preliminare per accedere alla fase finale della manifestazione. I vincitori dell'ultimo turno sono entrati di diritto nel tabellone principale. In caso di ritiro di uno o più giocatori aventi diritto a questi sono subentrati i lucky loser, ossia i giocatori che hanno perso nell'ultimo turno ma che avevano una classifica più alta rispetto agli altri partecipanti che avevano comunque perso nel turno finale.
Le qualificazioni del torneo Queen's Club Championships 2003 prevedevano 48 partecipanti di cui 6 sono entrati nel tabellone principale.

## Teste di serie
1. Victor Hănescu (secondo turno)
2. George Bastl (Qualificato)
3. Gilles Elseneer (Qualificato)
4. Jean-François Bachelot (primo turno)
5. Tuomas Ketola (primo turno)
6. Arvind Parmar (Qualificato)
7. Rik De Voest (ultimo turno)

1. Nicolas Mahut (ultimo turno)
2. Joachim Johansson (secondo turno)
3. Marcos Daniel (secondo turno)
4. Giovanni Lapentti (secondo turno)
5. Ivo Karlović (Qualificato)
6. Cristiano Caratti (primo turno)
7. Alexandre Simoni (secondo turno)

## Qualificati
1. Petr Luxa
2. George Bastl
3. Gilles Elseneer
4. Todd Reid

1. Ivo Karlović
2. Arvind Parmar
3. Rik De Voest

## Tabellone

### Legenda
| - Q = Qualificato - WC = Wild card - LL = Lucky loser | - ALT = Alternate - SE = Special Exempt - PR = Protected Ranking | - w/o = Walkover - r = Ritirato - d = Squalificato |

### Sezione 1
|  | Primo turno        | Primo turno        | Primo turno        | Primo turno | Primo turno |  |  | Secondo turno | Secondo turno      | Secondo turno      | Secondo turno | Secondo turno |   |   | Ultimo turno | Ultimo turno | Ultimo turno | Ultimo turno | Ultimo turno |  |
|  |                    |                    |                    |             |             |  |  |               |                    |                    |               |               |   |   |              |              |              |              |              |  |
|  | 1                  | Victor Hănescu     | Victor Hănescu     | 6           | 6           |  |  |               |                    |                    |               |               |   |   |              |              |              |              |              |  |
|  |                    | Matthew Smith      | Matthew Smith      | 3           | 2           |  |  | 1             | Victor Hănescu     | Victor Hănescu     | 65            | 1             |   |   |              |              |              |              |              |  |
|  | Petr Luxa          | Petr Luxa          | Petr Luxa          | 7           | 6           |  |  |               | Petr Luxa          | Petr Luxa          | 7             | 6             |   |   |              |              |              |              |              |  |
|  | Andy Murray        | Andy Murray        | Andy Murray        | 65          | 4           |  |  |               |                    |                    |               |               |   |   |              | Petr Luxa    | 65           | 6            | 6            |  |
|  | Steven Randjelovic | Steven Randjelovic | Steven Randjelovic | 6           | 7           |  |  |               |                    | 8                  | Nicolas Mahut | 7             | 1 | 1 |              |              |              |              |              |  |
|  | Ian Flanagan       | Ian Flanagan       | Ian Flanagan       | 4           | 5           |  |  |               | Steven Randjelovic | Steven Randjelovic | 4             | 4             |   |   |              |              |              |              |              |  |
|  | 8                  | Nicolas Mahut      | Nicolas Mahut      | 7           | 7           |  |  | 8             | Nicolas Mahut      | Nicolas Mahut      | 6             | 6             |   |   |              |              |              |              |              |  |
|  |                    | Adam Kennedy       | Adam Kennedy       | 64          | 5           |  |  |               |                    |                    |               |               |   |   |              |              |              |              |              |  |

### Sezione 2
|  | Primo turno    | Primo turno    | Primo turno   | Primo turno | Primo turno |  |  | Secondo turno | Secondo turno  | Secondo turno  | Secondo turno  | Secondo turno  |   |   | Ultimo turno | Ultimo turno | Ultimo turno | Ultimo turno | Ultimo turno |  |
|  |                |                |               |             |             |  |  |               |                |                |                |                |   |   |              |              |              |              |              |  |
|  | 2              | George Bastl   | George Bastl  | 7           | 6           |  |  |               |                |                |                |                |   |   |              |              |              |              |              |  |
|  |                | Andrew Banks   | Andrew Banks  | 5           | 3           |  |  | 2             | George Bastl   | George Bastl   | 6              | 6              |   |   |              |              |              |              |              |  |
|  | Lee Childs     | Lee Childs     | Lee Childs    | 7           | 6           |  |  |               | Lee Childs     | Lee Childs     | 3              | 1              |   |   |              |              |              |              |              |  |
|  | Takao Suzuki   | Takao Suzuki   | Takao Suzuki  | 6(1)        | 4           |  |  |               |                |                |                |                |   |   | 2            | George Bastl | George Bastl | 6            | 6            |  |
|  | Nenad Zimonjić | Nenad Zimonjić | 2             | 7           | 7           |  |  |               |                |                | Nenad Zimonjić | Nenad Zimonjić | 4 | 3 |              |              |              |              |              |  |
|  | Miles Maclagan | Miles Maclagan | 6             | 6           | 5           |  |  |               | Nenad Zimonjić | Nenad Zimonjić | 7              | 6              |   |   |              |              |              |              |              |  |
|  | 10             | Marcos Daniel  | Marcos Daniel | 6           | 6           |  |  | 10            | Marcos Daniel  | Marcos Daniel  | 68             | 2              |   |   |              |              |              |              |              |  |
|  |                | Jamie Baker    | Jamie Baker   | 1           | 4           |  |  |               |                |                |                |                |   |   |              |              |              |              |              |  |

### Sezione 3
|  | Primo turno     | Primo turno       | Primo turno     | Primo turno | Primo turno |  |  | Secondo turno  | Secondo turno   | Secondo turno   | Secondo turno  | Secondo turno  |   |   | Ultimo turno | Ultimo turno    | Ultimo turno    | Ultimo turno | Ultimo turno |  |
|  |                 |                   |                 |             |             |  |  |                |                 |                 |                |                |   |   |              |                 |                 |              |              |  |
|  | 3               | Gilles Elseneer   | 6               | 64          | 6           |  |  |                |                 |                 |                |                |   |   |              |                 |                 |              |              |  |
|  |                 | Nathan Healey     | 4               | 7           | 3           |  |  | 3              | Gilles Elseneer | Gilles Elseneer | 7              | 6              |   |   |              |                 |                 |              |              |  |
|  | Jamie Delgado   | Jamie Delgado     | Jamie Delgado   | 6           | 6           |  |  |                | Jamie Delgado   | Jamie Delgado   | 5              | 1              |   |   |              |                 |                 |              |              |  |
|  | Oliver Freelove | Oliver Freelove   | Oliver Freelove | 3           | 3           |  |  |                |                 |                 |                |                |   |   | 3            | Gilles Elseneer | Gilles Elseneer | 6            | 6            |  |
|  | Jordan Kerr     | Jordan Kerr       | 64              | 6           | 6           |  |  |                |                 |                 | Graydon Oliver | Graydon Oliver | 4 | 4 |              |                 |                 |              |              |  |
|  | Chris Lewis     | Chris Lewis       | 7               | 4           | 1           |  |  | Jordan Kerr    | Jordan Kerr     | Jordan Kerr     | 2              | 63             |   |   |              |                 |                 |              |              |  |
|  |                 | Graydon Oliver    | 7               | 4           | 7           |  |  | Graydon Oliver | Graydon Oliver  | Graydon Oliver  | 6              | 7              |   |   |              |                 |                 |              |              |  |
|  | 13              | Cristiano Caratti | 5               | 6           | 65          |  |  |                |                 |                 |                |                |   |   |              |                 |                 |              |              |  |

### Sezione 4
|  | Primo turno      | Primo turno            | Primo turno            | Primo turno | Primo turno |  |  | Secondo turno | Secondo turno     | Secondo turno     | Secondo turno | Secondo turno |   |   | Ultimo turno | Ultimo turno | Ultimo turno | Ultimo turno | Ultimo turno |  |
|  |                  |                        |                        |             |             |  |  |               |                   |                   |               |               |   |   |              |              |              |              |              |  |
|  |                  | Jurij Ščukin           | Jurij Ščukin           | 6           | 6           |  |  |               |                   |                   |               |               |   |   |              |              |              |              |              |  |
|  | 4                | Jean-François Bachelot | Jean-François Bachelot | 1           | 3           |  |  | Jurij Ščukin  | Jurij Ščukin      | 6                 | 1             | 1             |   |   |              |              |              |              |              |  |
|  | Mark Hilton      | Mark Hilton            | 6                      | 4           | 6           |  |  | Mark Hilton   | Mark Hilton       | 4                 | 6             | 6             |   |   |              |              |              |              |              |  |
|  | Satoshi Iwabuchi | Satoshi Iwabuchi       | 4                      | 6           | 3           |  |  |               |                   |                   |               |               |   |   | Mark Hilton  | Mark Hilton  | 1            | 6            | 4            |  |
|  | Todd Reid        | Todd Reid              | Todd Reid              | 6           | 6           |  |  |               |                   | Todd Reid         | Todd Reid     | 6             | 4 | 6 |              |              |              |              |              |  |
|  | Raphael Durek    | Raphael Durek          | Raphael Durek          | 3           | 2           |  |  |               | Todd Reid         | Todd Reid         | 7             | 6             |   |   |              |              |              |              |              |  |
|  | 9                | Joachim Johansson      | 1                      | 7           | 6           |  |  | 9             | Joachim Johansson | Joachim Johansson | 65            | 4             |   |   |              |              |              |              |              |  |
|  |                  | James Auckland         | 6                      | 63          | 2           |  |  |               |                   |                   |               |               |   |   |              |              |              |              |              |  |

### Sezione 5
|  | Primo turno     | Primo turno     | Primo turno     | Primo turno | Primo turno |  |  | Secondo turno  | Secondo turno  | Secondo turno | Secondo turno | Secondo turno |   |   | Ultimo turno | Ultimo turno | Ultimo turno | Ultimo turno | Ultimo turno |  |
|  |                 |                 |                 |             |             |  |  |                |                |               |               |               |   |   |              |              |              |              |              |  |
|  |                 | Luke Bourgeois  | 2               | 7           | 6           |  |  |                |                |               |               |               |   |   |              |              |              |              |              |  |
|  | 5               | Tuomas Ketola   | 6               | 68          | 4           |  |  | Luke Bourgeois | Luke Bourgeois | 6             | 3             | 2             |   |   |              |              |              |              |              |  |
|  | Jaymon Crabb    | Jaymon Crabb    | Jaymon Crabb    | 6           | 6           |  |  | Jaymon Crabb   | Jaymon Crabb   | 2             | 6             | 6             |   |   |              |              |              |              |              |  |
|  | Morgan Wilson   | Morgan Wilson   | Morgan Wilson   | 2           | 1           |  |  |                |                |               |               |               |   |   |              | Jaymon Crabb | Jaymon Crabb | 64           | 2            |  |
|  | Andrew Derer    | Andrew Derer    | Andrew Derer    | 6           | 6           |  |  |                |                | 12            | Ivo Karlović  | Ivo Karlović  | 7 | 6 |              |              |              |              |              |  |
|  | Jonathan Marray | Jonathan Marray | Jonathan Marray | 1           | 4           |  |  |                | Andrew Derer   | Andrew Derer  | 2             | 4             |   |   |              |              |              |              |              |  |
|  | 12              | Ivo Karlović    | 6               | 3           | 6           |  |  | 12             | Ivo Karlović   | Ivo Karlović  | 6             | 6             |   |   |              |              |              |              |              |  |
|  |                 | Alun Jones      | 4               | 6           | 2           |  |  |                |                |               |               |               |   |   |              |              |              |              |              |  |

### Sezione 6
|  | Primo turno        | Primo turno        | Primo turno        | Primo turno | Primo turno |  |  | Secondo turno | Secondo turno    | Secondo turno    | Secondo turno | Secondo turno |   |   | Ultimo turno | Ultimo turno  | Ultimo turno | Ultimo turno | Ultimo turno |  |
|  |                    |                    |                    |             |             |  |  |               |                  |                  |               |               |   |   |              |               |              |              |              |  |
|  | 6                  | Arvind Parmar      | Arvind Parmar      | 6           | 6           |  |  |               |                  |                  |               |               |   |   |              |               |              |              |              |  |
|  |                    | Ryan Henry         | Ryan Henry         | 2           | 3           |  |  | 6             | Arvind Parmar    | Arvind Parmar    | 6             | 6             |   |   |              |               |              |              |              |  |
|  | Gunther Darkey     | Gunther Darkey     | Gunther Darkey     | 6           | 6           |  |  |               | Gunther Darkey   | Gunther Darkey   | 2             | 3             |   |   |              |               |              |              |              |  |
|  | Richard Bloomfield | Richard Bloomfield | Richard Bloomfield | 2           | 3           |  |  |               |                  |                  |               |               |   |   | 6            | Arvind Parmar | 3            | 6            | 6            |  |
|  | Robert Smeets      | Robert Smeets      | Robert Smeets      | 6           | 7           |  |  |               |                  |                  | Robert Smeets | 6             | 3 | 2 |              |               |              |              |              |  |
|  | Paul Hanley        | Paul Hanley        | Paul Hanley        | 4           | 5           |  |  |               | Robert Smeets    | Robert Smeets    | 6             | 7             |   |   |              |               |              |              |              |  |
|  | 14                 | Alexandre Simoni   | Alexandre Simoni   | 7           | 7           |  |  | 14            | Alexandre Simoni | Alexandre Simoni | 3             | 65            |   |   |              |               |              |              |              |  |
|  |                    | Chris Guccione     | Chris Guccione     | 65          | 63          |  |  |               |                  |                  |               |               |   |   |              |               |              |              |              |  |

### Sezione 7
|  | Primo turno          | Primo turno          | Primo turno          | Primo turno | Primo turno |  |  | Secondo turno | Secondo turno        | Secondo turno        | Secondo turno        | Secondo turno        |   |   | Ultimo turno | Ultimo turno | Ultimo turno | Ultimo turno | Ultimo turno |  |
|  |                      |                      |                      |             |             |  |  |               |                      |                      |                      |                      |   |   |              |              |              |              |              |  |
|  | 7                    | Rik De Voest         | Rik De Voest         | 6           | 6           |  |  |               |                      |                      |                      |                      |   |   |              |              |              |              |              |  |
|  |                      | David Brewer         | David Brewer         | 4           | 4           |  |  | 7             | Rik De Voest         | Rik De Voest         | 6                    | 6                    |   |   |              |              |              |              |              |  |
|  | Wayne Black          | Wayne Black          | Wayne Black          | 6           | 6           |  |  |               | Wayne Black          | Wayne Black          | 3                    | 4                    |   |   |              |              |              |              |              |  |
|  | Luke Smith           | Luke Smith           | Luke Smith           | 4           | 3           |  |  |               |                      |                      |                      |                      |   |   | 7            | Rik De Voest | Rik De Voest | 6            | 6            |  |
|  | Aisam-ul-Haq Qureshi | Aisam-ul-Haq Qureshi | Aisam-ul-Haq Qureshi | 6           | 6           |  |  |               |                      |                      | Aisam-ul-Haq Qureshi | Aisam-ul-Haq Qureshi | 3 | 4 |              |              |              |              |              |  |
|  | David Sherwood       | David Sherwood       | David Sherwood       | 1           | 2           |  |  |               | Aisam-ul-Haq Qureshi | Aisam-ul-Haq Qureshi | 6                    | 6                    |   |   |              |              |              |              |              |  |
|  | 11                   | Giovanni Lapentti    | Giovanni Lapentti    | 6           | 7           |  |  | 11            | Giovanni Lapentti    | Giovanni Lapentti    | 3                    | 4                    |   |   |              |              |              |              |              |  |
|  |                      | Rohan Bopanna        | Rohan Bopanna        | 4           | 63          |  |  |               |                      |                      |                      |                      |   |   |              |              |              |              |              |  |